# العسلة (بعدان)

تعديل مصدري - تعديل

العسلة هي إحدى قرى عزلة دلال بمديرية بعدان التابعة لمحافظة إب، بلغ تعداد سكانها 718 نسمة حسب تعداد اليمن لعام 2004.